# مارکو رور
مارکو رور (فنلاندی: Marko Röhr؛ زادهٔ ۲ دسامبر ۱۹۶۱) کارگردان، تهیه‌کننده و فیلم‌نامه‌نویس اهل فنلاند است.
او در رشتهٔ اقتصاد در «دانشکدهٔ بازرگانی دانشگاه آلتو» تحصیل کرد، اما آنرا نیمه تمام رها کرد. وی دارای مدرک حرفه‌ای غواصی است.

## گزیدهٔ فیلم‌شناسی
- پهنه آبی (۲۰۱۱)
- سال گرگ (۲۰۰۷)
- در مهتاب (۲۰۰۲)
- رولو و روح جنگل (۲۰۰۱)
- کمین (۱۹۹۹)
- جنگ زمستان (۱۹۸۹)